# Bangladeschische Cricket-Nationalmannschaft in Sri Lanka in der Saison 2012/13
Die Tour der bangladeschischen Cricket-Nationalmannschaft nach Sri Lanka in der Saison 2012/13 fand vom 8. bis zum 31. März 2013 statt. Die internationale Cricket-Tour war Bestandteil der Internationalen Cricket-Saison 2012/13 und umfasste zwei Tests, drei ODIs und ein Twenty20s. Sri Lanka gewann die Test-Serie 1–0 und die Twenty20-Serie 1-0, während die ODI-Serie 1–1 unentschieden endete.

## Vorgeschichte
Sri Lanka bestritt zuvor eine Tour in Australien, Bangladesch eine Tour gegen die West Indies. Die letzte Tour der beiden Mannschaften gegeneinander fand in der Saison 2008 in England statt. Die letzte Tour der beiden Mannschaften gegeneinander fand in der Saison 2008/09 in Bangladesch statt. Vor der Tour kam es auf Seiten Sri Lankas zu Streitigkeiten zwischen Spielern und Verband um die Bezahlung. Als zahlreiche Spieler weigerten einen neuen Vertrag zu unterzeichnen wurden sie vom Verband für internationales Cricket gesperrt.
Kurz vor Tour-Beginn stimmten die Spieler dem Vertrag zu und so konnte Sri Lanka mit einer regulären Mannschaft antreten.

## Stadien
Die folgenden Stadien wurden für die Tour als Austragungsort vorgesehen.
| Stadion    | Stadt                                              | Kapazität | Spiele         |
| ---------- | -------------------------------------------------- | --------- | -------------- |
| Colombo    | R. Premadasa Stadium (RPS)                         | 35.000    | 2. Test        |
| Galle      | Galle International Stadium                        | 35.000    | 1. Test        |
| Hambantota | Mahinda Rajapaksa International Stadium            | 35.000    | 1. & 2. ODI    |
| Kandy      | Muttiah Muralitharan International Cricket Stadium | 35.000    | 3. ODI; 1. T20 |

## Kaderlisten
Sri Lanka benannte seinen Test-Kader am 14. Februar, den ODI-Kader am 18. März und den Twenty20-Kader am 27. März 2013.
Bangladesch benannte seinen Test-Kader am 24. Februar und seinen ODI-Kader am 13. März 2013.
| Test | Test | ODI | ODI | Twenty20 | Twenty20 |
| Sri Lanka | Bangladesch | Sri Lanka | Bangladesch | Sri Lanka | Bangladesch |
| --- | --- | --- | --- | --- | --- |
| - Angelo Mathews (K) - Dinesh Chandimal (VK & wk) - Tillakaratne Dilshan - Shaminda Eranga - Rangana Herath - Dimuth Karunaratne - Tharindu Kaushal - Nuwan Kulasekara - Suranga Lakmal - Ajantha Mendis - Jeevan Mendis - Kusal Perera - Kumar Sangakkara (wk) - Lahiru Thirimanne - Kithuruwan Vithanage - Chanaka Welegedara | - Mushfiqur Rahim (K & wk) - Mahmudullah (VK) - Mohammad Ashraful - Marshall Ayub - Sohag Gazi - Anamul Haque - Enamul Haque - Mominul Haque - Abul Hasan - Nasir Hossain - Rubel Hossain - Shahadat Hossain - Tamim Iqbal - Jahurul Islam - Naeem Islam - Robiul Islam - Shahriar Nafees - Abdur Razzak - Elias Sunny | - Angelo Mathews (K) - Dinesh Chandimal (VK & wk) - Tillakaratne Dilshan - Shaminda Eranga - Nuwan Kulasekara - Lasith Malinga - Jeevan Mendis - Sachith Pathirana - Angelo Perera - Kusal Perera - Thisara Perera - Kumar Sangakkara (wk) - Sachithra Senanayake - Upul Tharanga - Lahiru Thirimanne - Kithuruwan Vithanage | - Mushfiqur Rahim (K & wk) - Mohammad Ashraful - Sohag Gazi - Anamul Haque - Mominul Haque - Abul Hasan - Mpsharraf Hossain - Nasir Hossain - Nazmul Hossai - Rubel Hossain - Tamim Iqbal - Jahurul Islam - Mahmudullah - Ziaur Rahman - Shamsur Rahman - Abdur Razzak | - Dinesh Chandimal (K & wk) - Lasith Malinga (VK) - Chaturanga de Silva - Shaminda Eranga - Ishan Jayaratne - Shehan Jayasuriya - Angelo Mathews - Jeevan Mendis - Dilshan Munaweera - Angelo Perera - Kusal Perera - Thisara Perera - Ramith Rambukwella - Sachithra Senanayake - Lahiru Thirimanne - Kithuruwan Vithanage | - Mushfiqur Rahim (K & wk) - Mohammad Ashraful - Sohag Gazi - Anamul Haque - Mominul Haque - Abul Hasan - Mpsharraf Hossain - Nasir Hossain - Nazmul Hossai - Rubel Hossain - Tamim Iqbal - Jahurul Islam - Mahmudullah - Ziaur Rahman - Shamsur Rahman - Abdur Razzak |

## Tests

### Erster Test in Galle
| 8. – 12. März Scorecard | Galle | Sri Lanka 540-4d (135) & 335-4d (83) | – | Bangladesch 638 (196) & 70-1 (22) |
|                         |       | Remis                                |   |                                   |

### Zweiter Test in Colombo
| 16. – 19. März Scorecard | Colombo (RPS) | Bangladesch 240 (83.3) & 265 (100.4) | – | Sri Lanka 346 (111.3) & 160-3 (41.4) |
|                          |               | Sri Lanka gewinnt mit 7 Wickets      |   |                                      |

## One-Day Internationals

### Erstes ODI in Hambantota
| 23. März Scorecard | Hambantota | Bangladesch 259-8 (50)                       | – | Sri Lanka 238-2 (35.4/41) |
|                    |            | Sri Lanka gewinnt mit 8 Wickets (D/L method) |   |                           |

Das Spiel wurde auf Grund des Ausfalls der Flutlichtanlage unterbrochen, woraufhin das Innings von Sri Lanka gekürzt werden musste.

### Zweites ODI in Hambantota
| 25. März Scorecard | Hambantota | Sri Lanka 33-0 (5.0) | – | Bangladesch |
|                    |            | No Result            |   |             |

Das Spiel musste auf Grund von Regenfällen abgebrochen werden.

### Drittes ODI in Kandy
| 28. März Scorecard | Kandy | Sri Lanka 302-9 (50)                           | – | Bangladesch 184-7 (26/27) |
|                    |       | Bangladesch gewinnt mit 3 Wickets (D/L method) |   |                           |

## Twenty20 Internationals

### Twenty20 in Kandy
| 31. März Scorecard | Kandy | Sri Lanka 198-5 (20)          | – | Bangladesch 181-7 (20) |
|                    |       | Sri Lanka gewinnt mit 17 Runs |   |                        |

## Statistiken
Die folgenden Cricketstatistiken wurden bei dieser Tour erzielt.
| Tests                | Tests       | Tests   | Tests   | Tests   | Tests   | Tests   | Tests   | Tests   |
| Batting              | Batting     | Batting | Batting | Batting | Batting | Batting | Batting | Batting |
| Spieler              | Mannschaft  | Spiele  | Innings | Runs    | Average | HS      | 100s    | 50s     |
| -------------------- | ----------- | ------- | ------- | ------- | ------- | ------- | ------- | ------- |
| Kumar Sangakkara     | Sri Lanka   | 2       | 4       | 441     | 110,25  | 142     | 3       | 1       |
| Mushfiqur Rahim      | Bangladesch | 2       | 3       | 247     | 82,33   | 200     | 1       | 0       |
| Tillakaratne Dilshan | Sri Lanka   | 2       | 4       | 237     | 59,25   | 126     | 1       | 2       |
| Mohammad Ashraful    | Bangladesch | 2       | 4       | 232     | 77,33   | 190     | 1       | 0       |
| Dinesh Chandimal     | Sri Lanka   | 2       | 2       | 218     | 218,00  | 116*    | 2       | 0       |
| Bowling              |             |         |         |         |         |         |         |         |
| Spieler              | Mannschaft  | Spiele  | Overs   | Wickets | Average | BBI     | 5W      | 10W     |
| Rangana Herath       | Sri Lanka   | 2       | 130.3   | 14      | 23,78   | 7/89    | 2       | 1       |
| Sohag Gazi           | Bangladesch | 2       | 117     | 7       | 54,28   | 3/111   | 0       | 0       |
| Shaminda Eranga      | Sri Lanka   | 2       | 66.4    | 6       | 35,16   | 2/39    | 0       | 0       |
| Nuwan Kulasekara     | Sri Lanka   | 2       | 61      | 5       | 38,00   | 3/54    | 0       | 0       |
| Robiul Islam         | Bangladesch | 1       | 26      | 4       | 23,50   | 2/42    | 0       | 0       |
| Mohammad Mahmudullah | Bangladesch | 2       | 45.3    | 4       | 41,00   | 3/70    | 0       | 0       |

| ODIs                 | ODIs        | ODIs    | ODIs    | ODIs    | ODIs    | ODIs    | ODIs    | ODIs    |
| Batting              | Batting     | Batting | Batting | Batting | Batting | Batting | Batting | Batting |
| Spieler              | Mannschaft  | Spiele  | Innings | Runs    | Average | HS      | 100s    | 50s     |
| -------------------- | ----------- | ------- | ------- | ------- | ------- | ------- | ------- | ------- |
| Tillakaratne Dilshan | Sri Lanka   | 3       | 3       | 248     | 248,00  | 125     | 2       | 0       |
| Kusal Perera         | Sri Lanka   | 3       | 3       | 116     | 58,00   | 56      | 0       | 1       |
| Tamim Iqbal          | Bangladesch | 1       | 1       | 112     | 112,00  | 112     | 1       | 0       |
| Kumar Sangakkara     | Sri Lanka   | 3       | 2       | 111     | 55,50   | 63      | 0       | 1       |
| Nasir Hossain        | Bangladesch | 3       | 2       | 106     |         | 73*     | 0       | 1       |
| Bowling              |             |         |         |         |         |         |         |         |
| Spieler              | Mannschaft  | Spiele  | Overs   | Wickets | Average | BBI     | 5W      | 10W     |
| Abdur Razzak         | Bangladesch | 3       | 19      | 5       | 22,20   | 5/62    | 1       | 0       |
| Angelo Mathews       | Sri Lanka   | 3       | 14      | 4       | 18,75   | 2/36    | 0       | 0       |
| Lasith Malinga       | Sri Lanka   | 3       | 16      | 4       | 20,00   | 2/29    | 0       | 0       |
| Sachithra Senanayake | Sri Lanka   | 3       | 16      | 3       | 24,00   | 2/26    | 0       | 0       |
| Sohag Gazi           | Bangladesch | 3       | 17.4    | 2       | 49,00   | 1/46    | 0       | 0       |

| Twenty20             | Twenty20    | Twenty20 | Twenty20 | Twenty20 | Twenty20 | Twenty20 | Twenty20 | Twenty20 |
| Batting              | Batting     | Batting  | Batting  | Batting  | Batting  | Batting  | Batting  | Batting  |
| Spieler              | Mannschaft  | Spiele   | Innings  | Runs     | Average  | HS       | 100s     | 50s      |
| -------------------- | ----------- | -------- | -------- | -------- | -------- | -------- | -------- | -------- |
| Kusal Perera         | Sri Lanka   | 1        | 1        | 64       | 64,00    | 64       | 0        | 1        |
| Mohammad Ashraful    | Bangladesch | 1        | 1        | 43       | 43,00    | 43       | 0        | 0        |
| Mushfiqur Rahim      | Bangladesch | 1        | 1        | 39       | 39,00    | 39       | 0        | 0        |
| Jeevan Mendis        | Sri Lanka   | 1        | 1        | 37       | 37,00    | 37       | 0        | 0        |
| Mohammad Mahmudullah | Bangladesch | 1        | 1        | 31       | 31,00    | 31       | 0        | 0        |
| Bowling              |             |          |          |          |          |          |          |          |
| Spieler              | Mannschaft  | Spiele   | Overs    | Wickets  | Average  | BBI      | 5W       | 10W      |
| Thisara Perera       | Sri Lanka   | 1        | 2        | 2        | 12,50    | 2/25     | 0        | 0        |
| Angelo Mathews       | Sri Lanka   | 1        | 4        | 2        | 18,50    | 2/37     | 0        | 0        |
| Lasith Malinga       | Sri Lanka   | 1        | 4        | 1        | 27,00    | 1/27     | 0        | 0        |
| Mohammad Mahmudullah | Bangladesch | 1        | 4        | 1        | 28,00    | 1/28     | 0        | 0        |
| Sachithra Senanayake | Sri Lanka   | 1        | 4        | 1        | 29,00    | 1/29     | 0        | 0        |
| Sohag Gazi           | Bangladesch | 1        | 4        | 1        | 30,00    | 1/30     | 0        | 0        |
| Abdur Razzak         | Bangladesch | 1        | 4        | 1        | 39,00    | 1/39     | 0        | 0        |
| Rubel Hossain        | Bangladesch | 1        | 4        | 1        | 40,00    | 1/40     | 0        | 0        |

## Player of the Series
Als Player of the Series wurden die folgenden Spieler ausgezeichnet.
| Serie | Player of the Series |
| ----- | -------------------- |
| Test  | Kumar Sangakkara     |
| ODI   | Tillakaratne Dilshan |

### Player of the Match
Als Player of the Match wurden die folgenden Spieler ausgezeichnet.
| Spiel   | Player of the Match  |
| ------- | -------------------- |
| 1. Test | Mushfiqur Rahim      |
| 2. Test | Rangana Herath       |
| 1. ODI  | Tillakaratne Dilshan |
| 3. ODI  | Tillakaratne Dilshan |
| 1. T20  | Kusal Perera         |